# Teatro Apolo (Madrid)
Pour les articles homonymes, voir Teatro Apollo.
Le Teatro Apolo (Théâtre Apollon) de Madrid est une salle de théâtre de Madrid (Espagne), aujourd'hui disparue, qui se trouvait dans la calle de Alcalá, au numéro 45 actuel, à l'emplacement de l'ancien couvent de San Hermenegildo (es), lui-même vendu en 1836 et détruit en 1870. Il avait une contenance de 2 500 personnes. Sa construction avait été financée par le banquier Gargollo, et a été faite entre 1871 et 1873, suivant le projet des architectes français P. Chauderlot et F. Festau. Il fut détruit en 1929.

## Histoire
Le théâtre a été inauguré le 23 mars 1873, avec une pièce jouée par la compagnie de l'acteur Manuel Catalina. Sa destination était de représenter la comédie espagnole, mais il a connu des moments difficiles à ses débuts, à cause de son éloignement relatif du centre de la cité à l'époque et au prix excessif de ses places (18 reales). Cependant, l'Apolo est devenu un des théâtres les plus emblématiques du Madrid de la Restauration, en choisissant une nouvelle orientation, une dizaine d'années après son inauguration, pour représenter des zarzuelas. Là ont été créées les premières zarzuelas musicales et quelques-unes des pièces les plus connues du genre, comme El lucero del alba (1879), La verbena de la Paloma (1894), La Revoltosa (1898), Doloretes (1901), El trust de los tenorios (1910), ou Doña Francisquita (1923).
Là se sont produits les meilleurs acteurs du XIXe siècle et du début du XXe siècle.
L'Apolo a été considéré comme l'authentique défenseur de la zarzuerla. Il était très connu car il était devenu populaire à cause de sa quatrième séance, la cuarta de Apolo, qui était donnée à une heure nocturne et était toujours fréquentée par des personnes aux allures douteuses, très proches en fait des personnages eux-mêmes qui étaient représentés sur la scène.
Le théâtre a fermé ses portes le 30 juin 1929, acheté par la banque Banco de Vizcaya, laquelle a détruit l'édifice pour construire à sa place son siège à Madrid. Aujourd'hui, c'est le siège de l'Área de Gobierno de Hacienda y Administración Pública del Ayuntamiento de Madrid.

## Personnalités liées
- María Tubau